# Charlotte Maxeke

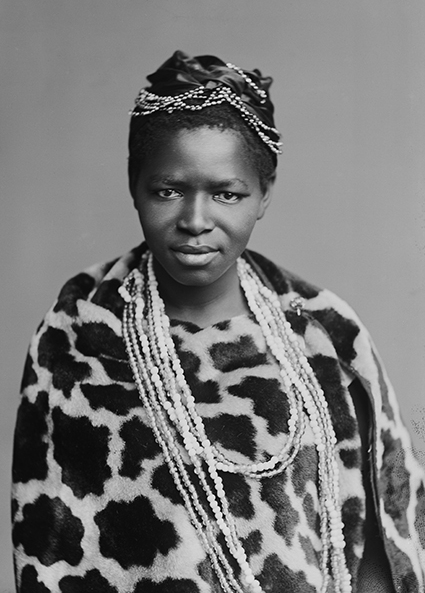
Charlotte Maxeke (1891)

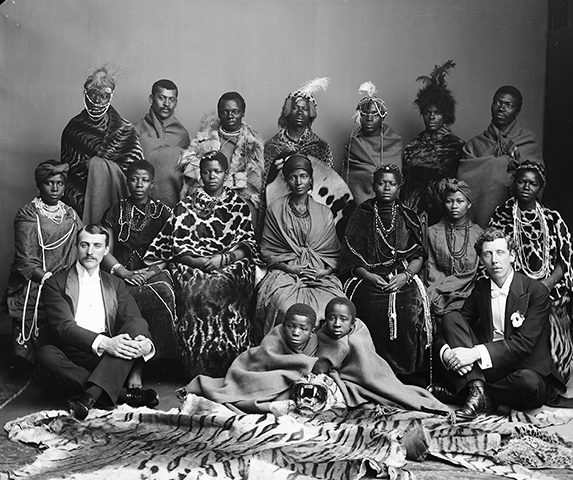
Der African Jubilee Choir (1891)

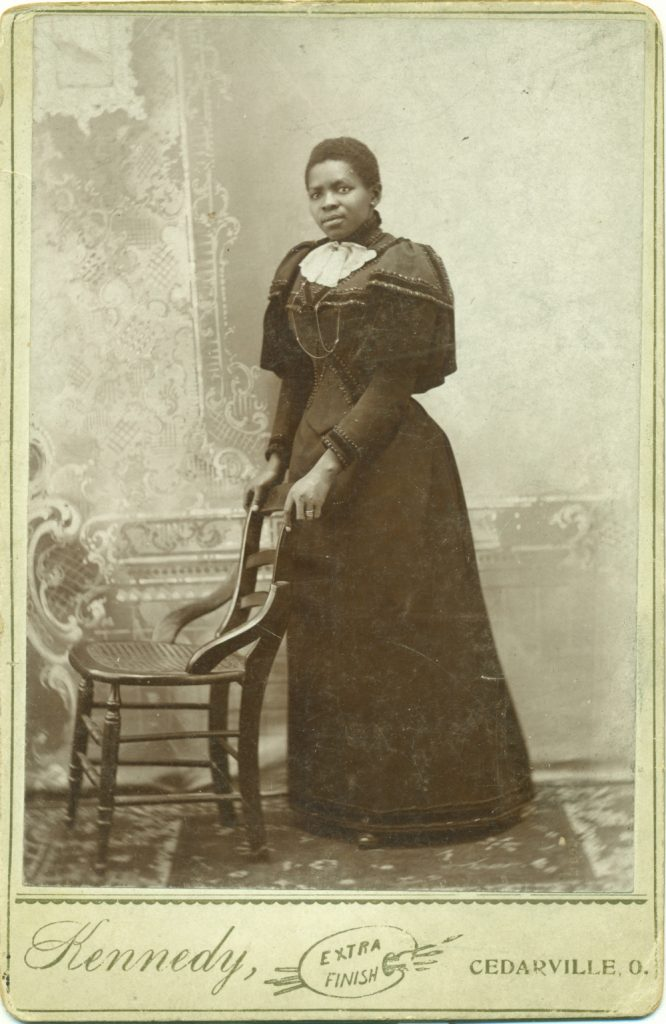
Charlotte Maxeke in den 1890er Jahren

Charlotte Magkomo Maxeke, geborene Mannya oder Manye, (* 1871 oder 1872; † 16. Oktober 1939 in Johannesburg) war eine südafrikanische soziale und politische sowie religiöse Aktivistin. Sie war 1903 die erste schwarze Frau aus Südafrika, die einen Universitätsabschluss erlangte. Sie nahm an der Gründung des South African Native National Congress (SANNC), des Vorläufers des African National Congress (ANC), teil und gründete 1918 die Bantu-Frauenliga des SANNC, die Vorläuferin der ANC-Frauenliga.

## Biographie
Charlotte Mannya (auch Manye) war das älteste von sechs Kindern von John Kgope Mannya, Sohn des Häuptlings Modidima Mannya vom Volk der Batlokoa unter Häuptling Mamafa Ramokgopa, und von Anna Manci, einer Xhosa aus Fort Beaufort in der östlichen Kapkolonie. Sie hatte drei Brüder und zwei Schwestern. Mannyas Vater war Straßenvorarbeiter und presbyterianischer Laienprediger, ihre Mutter war Lehrerin. Mannyas Großvater war ein Berater des Königs der Basothos.
Mannya wuchs in Fort Beaufort auf. Ab dem Alter von acht Jahren besuchte sie eine Missionsschule in Uitenhage. Sie zeichnete sich in Niederländisch, Englisch, Mathematik und Musik aus. Anschließend besuchte sie die Edward Memorial School in Port Elizabeth, die sie in Rekordzeit mit glänzenden Noten abschloss. 1885 zog sie mit ihrer Familie nach Kimberley, einer Stadt, die nach Diamantenfunden stark gewachsen war.
1891 trat Charlotte Mannya gemeinsam mit ihrer Schwester Katie, beide regelmäßige Kirchgängerinnen, dem christlichen African Jubilee Choir bei. Zwei Jahre lang tourte der Chor durch Großbritannien, bot englische und afrikanische Lieder dar und trat anlässlich des 60. Thronjubiläums von Queen Victoria vor dieser in der Royal Albert Hall auf. Die beiden Schwestern lernten, fließend Englisch mit britischem Akzent zu sprechen. Während dieser Zeit besuchte Charlotte Mannya offenbar Suffragetten-Veranstaltungen mit Frauen wie Emmeline Pankhurst. Anschließend reiste der Chor zu weiteren Auftritten nach Nordamerika. Nach Abschluss der Tournee durch die USA verließ der europäische Manager den Chor mit sämtlichen Geldern sowie Reisetickets und war unauffindbar, sodass die Chormitglieder mittellos in den USA strandeten. Ihre Geschichte wurde publik, und viele US-Amerikaner spendeten für den Chor. 
Auf Vermittlung von Bischof William B. Derrick erhielt Charlotte Mannya von Daniel Payne ein Kirchenstipendium für die Wilberforce University in Xenia, Ohio, der Universität der African Methodist Episcopal Church (AMEC), das sie annahm. Einer ihrer Lehrer war der Bürgerrechtler W. E. B. Du Bois. Während ihres Studiums lernte Charlotte Manye Marshall Maxeke (1874–1928) kennen, einen Xhosa aus Middledrift. 1903 heirateten die beiden nach ihrer Rückkehr nach Südafrika, nachdem Charlotte Mannya mit exzellenten Noten ihren Bachelor absolviert hatte. Das Paar bekam einen Sohn, Edward Clarke († 1945), der später wie seine Eltern an der Wilberforce studierte.
In Südafrika war Charlotte Maxeke Mitglied des Missionsausschusses der AMEC, hielt Vorträge über Missionsarbeit und wurde zur Präsidentin der Women’s Missionary Society gewählt. Die Eheleute arbeiteten gemeinsam als Missionare für die AMEC, zunächst in Pietersburg und dann in Idutywa (Idutywa Reserve). 1908 gründeten die Maxekes das Wilberforce Institute for AMEC in Evaton in der Transvaal-Kolonie. Charlotte Maxeke war ebenfalls Gründungsmitglied und Präsidentin der Bantu Women’s League. Über die Liga setzte sie sich für die Lockerung der „Passgesetze“ im damaligen Transvaal ein, die dazu dienten, die Bewegungsfreiheit der Schwarzen in der Arbeitswelt zu beschränken und zu kontrollieren. Im Juni 1913 führte sie die erste Anti-Pass-Kampagne gegen die Unionsregierung an, bei der sie und 700 Frauen zum Stadtrat von Bloemfontein marschierten und ihre „Pässe“ verbrannten.
Nachdem die Eheleute nach Johannesburg gezogen waren, engagierte sich Charlottes Maxeke im sozialen Bereich und gründete ein Arbeitsvermittlungsbüro. Sie wurde zur Bewährungshelferin für jugendliche Straftäter ernannt und war damit die erste schwarze Frau, die ein solches Amt innehatte. Durch ihre Arbeit an den Gerichten erfuhr sie von den Auswirkungen des Zusammenbruchs des Familienlebens und den Problemen, die durch das System der Wanderarbeit verursacht wurden. Sie engagierte sich auch in multiethnischen Bewegungen: Sie wandte sich an den Women’s Reform Club in Pretoria, eine Organisation, die sich für das Wahlrecht der Frauen einsetzte, und trat dem Joint Council of Europeans and Bantus bei.
Gemeinsam mit ihrem Mann nahm Charlotte Maxeke 1912 an der Gründung des South African Native National Congress (SANNC), des Vorläufers des African National Congress (ANC), in Bloemfontein teil. Sie half bei der Organisation der Anti-Pass-Bewegung in Bloemfontein im Jahr 1913 und gründete 1918 die Bantu-Frauenliga des SANNC, die Vorläuferin der ANC-Frauenliga, und schrieb in Xhosa über die soziale und politische Situation von Frauen. Sie gründete eine Arbeitsvermittlung für Afrikaner in Johannesburg. Als Leiterin dieser Organisation führte sie eine Delegation zu Premierminister Louis Botha, um die Frage der „Arbeitsnachweise“ (die sogenannten „Pässe“) für Frauen zu diskutieren. Sie beteiligte sich an Protesten gegen niedrige Löhne in der Bergbau- und Industrieregion am Witwatersrand und war 1920 an der Gründung der Industrial and Commercial Worker’s Union (ICU) beteiligt.
1928 starb Marshal Maxeke. Im selben Jahr wurde Charlotte Maxeke als Delegierte zur AMEC-Konferenz in die USA entsandt. Bis in die 1930er Jahre nahm sie weiterhin an Versammlungen teil, wie etwa 1935 an der All African Convention in Bloemfontein, wo sie eine führende Rolle bei der Gründung des National Council of African Women spielte.
Am 16. Oktober 1939 starb Charlotte Maxeke in Johannesburg im Alter von 68 Jahren.

## Ehrungen

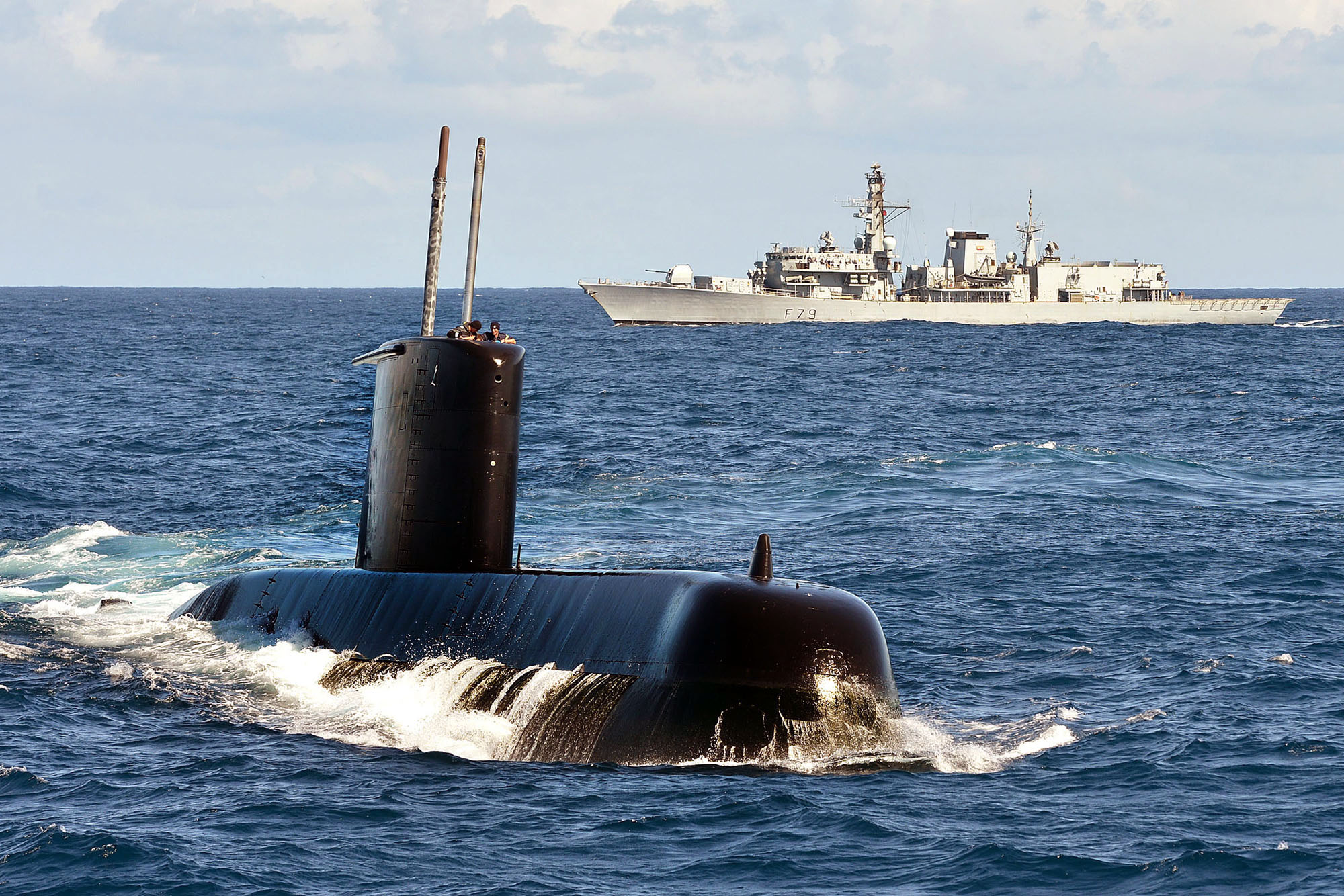
U-Boot SAS Charlotte Maxeke

Sie wird als „Mutter der schwarzen Freiheit in Südafrika“ bezeichnet. Viele Organisationen und Orte in Südafrika sind nach ihr benannt, wie etwa ein in Deutschland gebautes U-Boot der Klasse 209 der South African Navy, das „Charlotte Maxeke Johannesburg Academic Hospital“ sowie eine Straße in Durban. Auch die Hauptstraße von Bloemfontein trägt ihren Namen. In Pretorias „Garden of Remembrance“ steht eine Skulptur von ihr. Der ANC benannte im Solomon Mahlangu Freedom College bei Morogoro, Tansania, eine Krankenpflegeschule mit Kindergarten nach ihr. Im Jahre 2003 wurde ihr von der Regierung Südafrikas postum der Order of Luthuli in Gold verliehen.
Jährlich, am 8. Januar, seinem Gründungstag, widmet der ANC das kommende Jahr Personen oder Initiativen; 2021 war „The Year of Charlotte Maxeke“.